# François Roddier
François Roddier, né le 23 septembre 1936 à Paris et mort le 19 août 2023 à Hyères, est un physicien et astronome français.

## Biographie
François Roddier passe son baccalauréat à Lyon en 1954, entre à l'École normale supérieure (rue d'Ulm) en 1956, passe l'agrégation de Sciences Physiques en 1960, puis entre au CNRS dans la section Sciences de l'Univers où il prépare sa thèse de doctorat sous la direction de Jacques Blamont. Il y développe un spectrographe à jet atomique et l'utilise pour étudier le Soleil. Il soutient sa thèse en 1964. En 1965 il est nommé professeur à l'université de Nice où il crée un département d'astrophysique. Il y forme un groupe de recherche en héliosismologie. Il s'intéresse aux effets optiques de la turbulence atmosphérique et développe avec son épouse Claude Roddier des méthodes interférométriques d'observation à haute résolution angulaire.
En 1984, il émigre avec sa famille aux États-Unis pour travailler au National Optical Astronomy Observatory (Tucson, Arizona) où il participe au développement de l'optique adaptative. Il propose l'utilisation d'un nouveau type d'analyseur de front d'onde baptisé senseur de courbure. En 1988 il est nommé à l'Institute for Astrophysics de l'Université d'Hawaï où il crée un groupe de recherche et développement en optique adaptative. Ce groupe construit le premier système d'optique adaptative à base de miroir bimorphe et senseur de courbure. Le principe en sera repris pour le système d'optique adaptative de l'observatoire Canada-France-Hawaï (Pue'o), pour celui du télescope japonais Subaru et pour le système MACAO de l'observatoire européen austral (European Southern Observatory ou ESO).
François Roddier prend sa retraite en décembre 2000 pour revenir vivre en France. Il s'intéresse depuis aux aspects thermodynamiques de l'évolution.

## Publications

### Livres
- De la thermodynamique à l'économie. Le tourbillon de la vie, Parole éditions, 2018
- Thermodynamique de l'évolution. Un essai de thermo-bio-sociologie, Parole éditions, 2012
- Le pain, le levain et les gènes. Un essai sur l'évolution, Parole éditions, 2009
- (en) Adaptive Optics in Astronomy (en collaboration avec dix autres auteurs), Cambridge University Press, 1999
- Distributions et Transformation de Fourier, Ediscience (1971, 1978), McGraw Hill (1984, 1988, 1993).

### Articles
- (en) « The Effects of Atmospheric Turbulence in Optical Astronomy » Progress in Optics, Vol. 19, p. 281-376
- Articles scientifiques (banque de données NASA/ADS)[5]

## Distinctions et récompenses
- 1965 - Prix Houlevigue de l'Académie des sciences (France)
- 1978 - Prix Deslandres de l'Académie des sciences (France)
- 1991 - Fellow member, American Optical Society
- 1992 - Médaille de l'ADION, observatoire de Nice
- 1993 - Prix Jules-Janssen de la Société astronomique de France
- 1996 - Prix André-Lallemand de l'Académie des sciences (France)
- 2000 - Board of  Regents Medal of Excellence in Research, Université d'Hawaï
- 2002 - Prix Maria-et-Eric-Muhlmann de l’Astronomical Society of the Pacific

### Filmographie
- La thermodynamique des transitions économiques, aux Ateliers du think-tank The Shift Project, le 12 mars 2015